# Milan Badelj
Milan Badelj (* 25. Februar 1989 in Zagreb, SFR Jugoslawien) ist ein kroatischer Fußballspieler.

## Karriere

### Verein
Milan Badelj wuchs in Gajnice, einer Wohngegend im Westen Zagrebs auf. Er spielte mit seinen Freunden Fußball auf einem Betonplatz in der Nähe der Wohnung seiner Eltern. Mit fünf Jahren schloss er sich NK Ponikve an, mit 13 Jahren ging er zu NK Zagreb und drei Jahre später zu Dinamo Zagreb. Er debütierte am 27. Juli 2008 in der höchsten kroatischen Spielklasse, der 1. HNL. Im Sommer 2007 wurde er an Lokomotiva Zagreb verliehen. Er kehrte ein Jahr später zurück und wurde Stammspieler. 2009 wurde Badelj mit dem Hope of the Year-Award als bester Nachwuchsspieler der kroatischen Liga ausgezeichnet. Er gewann vier Meisterschaften und zwei Cup-Titel mit Dinamo Zagreb.
Im Sommer 2012 verpflichtete der Hamburger SV Badelj. Er unterschrieb einen Dreijahresvertrag bis zum 30. Juni 2015 inklusive einer Option auf ein weiteres Jahr. Am 28. August machte Badelj sein letztes Spiel für Zagreb im Rückspiel der Qualifikation zur Champions League gegen NK Maribor. Sein Bundesligadebüt gab er am 1. September 2012 (2. Spieltag) bei der 0:2-Niederlage im Auswärtsspiel gegen Werder Bremen. Am 27. November 2012 (14. Spieltag) erzielte er beim 3:1-Sieg im Heimspiel gegen den FC Schalke 04 mit dem Treffer zum Endstand per Foulelfmeter in der 90. Minute sein erstes Bundesligator.
Nach Beginn der Saison 2014/15 wechselte Badelj zur AC Florenz. Nach 108 Spielen verließ er den Verein nach der Saison 2017/18.
Seit der Spielzeit 2018/19 ist Badelj für Lazio Rom aktiv. Nach einer Saison in Rom wurde Badelj zurück nach Florenz verliehen. Im September 2020 wechselte er zum CFC Genua.

### Nationalmannschaft
Badelj gehörte seit 2004 regelmäßig zum Aufgebot kroatischer Nachwuchsauswahlen. Insgesamt bestritt er in den Altersstufen U16 bis U20 50 Partien, an einer Europameisterschafts- oder Weltmeisterschaftsendrunde nahm er jedoch nicht teil. Für die kroatische U21-Auswahl kam er 14-mal zum Einsatz. Er nahm unter anderem an der Qualifikation für die U-21-Europameisterschaft 2011 teil, wo man in der Relegation an Spanien scheiterte.
Am 23. Mai 2010 gab er sein Debüt für die kroatische A-Nationalmannschaft gegen die Auswahl von Wales.
Badelj rückte aufgrund einer Verletzung von Ivan Močinić in den Kader für die Weltmeisterschaft 2014 nach.
Bei der Europameisterschaft 2016 in Frankreich wurde er in das kroatische Aufgebot aufgenommen und stand in allen Partien in der Stammelf. Er gehörte zu den Spielern, die alle Begegnungen bis zum Ausscheiden im Achtelfinale nach Verlängerung über die volle Spielzeit spielten.
Bei der Europameisterschaft 2021 war er Bestandteil des kroatischen Kaders, welcher bei dem Turnier im Achtelfinale gegen Spanien ausschied.

## Erfolge

### Nationalmannschaft
- Vizeweltmeister: 2018

### Dinamo Zagreb
- Kroatische Meisterschaft: 2009, 2009/10, 2010/11, 2011/12
- Kroatischer Pokal: 2008/09, 2010/11, 2011/12
- Kroatischer Supercup: 2010

### Persönliche Auszeichnungen
- Kroatiens Nachwuchsspieler des Jahres: 2009